# Sjoda
Sjoda (georgiska: შოდა) är ett berg i Georgien. Det ligger i den norra delen av landet, i regionen Ratja-Letjchumi och Nedre Svanetien. Toppen på Sjoda är 3 609 meter över havet. Sjoda ingår i Sjoda-Kedelabergen, på sydsidan av Stora Kaukasus. 